# Космонавт Виктор Пацаев (судно)
54°42′22″ с. ш. 20°29′50″ в. д.
«Космона́вт Ви́ктор Паца́ев» — научно-исследовательское судно (НИС), входившее в состав флота космической службы Советского Союза. Названо в честь лётчика-космонавта СССР, Героя Советского Союза Виктора Ивановича Пацаева, погибшего 30 июня 1971 года при разгерметизации спускаемого аппарата корабля «Союз-11».
Основной задачей судна был приём и обработка телеметрической информации с космических аппаратов, а также обеспечение радиосвязи между ними и Центром управления полётами (ЦУП) в Королёве, когда аппараты находились вне зоны видимости наземных пунктов слежения.
После расформирования флота космической службы является единственным сохранившимся судном из 17 кораблей «звёздной флотилии», задействованных в разное время в космических программах СССР. В настоящее время ошвартовано у причала Музея Мирового океана в Калининграде и имеет статус объекта культурного наследия федерального значения. Находится в оперативном управлении Калининградского областного историко-художественного музея.

## История

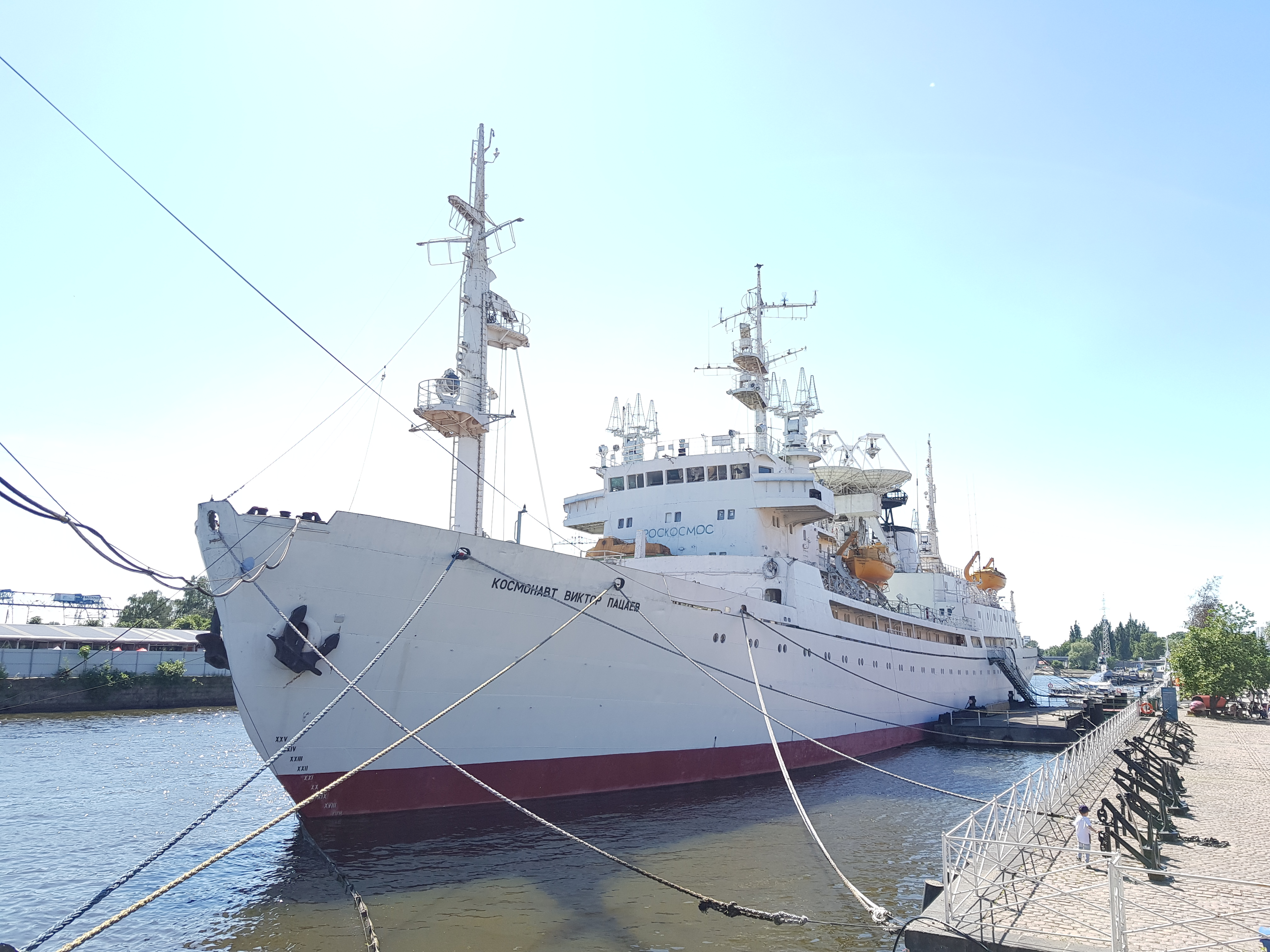
Вид на судно «Космонавт Виктор Пацаев» со стороны Музея Мирового океана

Судно было построено в 1968 году на Ленинградском судостроительном заводе имени А. А. Жданова (ныне Северная верфь) как лесовоз ледового класса Л1 проекта 596 и получило название «Семён Косинов». В 1977—1978 годах на том же заводе судно было переоборудовано по проекту 1929 (шифр «Селена-2»), разработанному в ЦКБ «Балтсудопроект» (главный конструктор Б. П. Ардашев), в научно-исследовательское судно для обеспечения космических программ. Вместе с однотипными НИС «Космонавт Владислав Волков», «Космонавт Павел Беляев» и «Космонавт Георгий Добровольский» оно вошло в состав «флота космической службы».
24 ноября 1978 года на судне был поднят вымпел Академии наук СССР, и оно вошло в состав Службы космических исследований Отдела морских экспедиционных работ АН СССР (СКИ ОМЭР). Фактически судно принадлежало к 9-му Отдельному морскому командно-измерительному комплексу Министерства обороны СССР.
19 июня 1979 года НИС «Космонавт Виктор Пацаев» вышло в свой первый рейс. В период с 1979 по 1994 год судно совершило 14 научно-исследовательских рейсов, пройдя 417 070 морских миль. Основным районом работы была акватория Атлантического океана; несколько рейсов было совершено в Индийский океан, в том числе для работ по программе «Бор». За это время судно обеспечивало управление полётами орбитальных станций «Салют-6», «Салют-7», «Мир», кораблей «Союз» и «Прогресс».

## Судьба после 1994 года и борьба за сохранение
После прекращения экспедиционных рейсов в 1994 году судно оставалось на плаву. В 2001 году оно было ошвартовано в Калининграде у причала Музея Мирового океана. С 2003 по 2017 год, находясь у причала, судно продолжало выполнять задачи по приёму телеметрической информации и обеспечению связи с Международной космической станцией (МКС). Для поддержания его в рабочем состоянии в 2006—2008 годах на борту были проведены опытно-конструкторские работы по модернизации радиотехнического комплекса и проложена оптико-волоконная линия связи с ЦУПом в Королёве.
В 2014 году, в связи с вводом в эксплуатацию нового наземного командно-измерительного пункта, возникла угроза утилизации судна. Это послужило началом общественной кампании по его сохранению. Ключевую роль в ней сыграли ветераны флота космической службы, дочь космонавта Светлана Пацаева, Музей Мирового океана, а также общественные деятели, включая лётчика-космонавта Алексея Леонова. Именно по заказу ветеранской организации «Полярный конвой» в 2015 году была проведена государственная историко-культурная экспертиза, обосновавшая необходимость включения судна в реестр объектов культурного наследия.
Ключевые этапы сохранения судна:
- Август 2015 года: Приказом Службы государственной охраны объектов культурного наследия Калининградской области судно было признано выявленным объектом культурного наследия[5].
- Июль 2016 года: Приказом Министерства культуры РФ судно было включено в единый государственный реестр объектов культурного наследия народов России федерального значения[3].
- Сентябрь 2017 года: Использование НИС в качестве измерительного пункта прекращено[6].
- Декабрь 2021 года: Подписано соглашение о передаче судна из ведения Роскосмоса в собственность Калининградской области.
- Февраль 2022 года: Судно передано в оперативное управление Калининградскому областному историко-художественному музею и заключён договор о совместном использовании с Музеем Мирового океана[6].
- Апрель 2022 года: На борту частично возобновилась работа экспозиций Музея Мирового океана[4].

## Конструкция и оборудование
Будучи объектом культурного наследия, судно сохранило большое количество аутентичных конструктивных элементов и оборудования.

### Корпус и силовая установка
Корпус судна разделён шестью водонепроницаемыми переборками. Главная энергетическая установка — реверсивный дизель 9ДКРН 50/110 мощностью 5200 л.с., произведённый на Брянском машиностроительном заводе по лицензии датской фирмы Burmeister & Wain. Электроэнергию вырабатывают три основных дизель-генератора типа 6 AL25/30-800-50 по 800 кВА каждый и два вспомогательных. В машинном отделении также сохранились оригинальный паровой котёл КВВА 4/5, водоопреснительная установка Д 4 У и другое вспомогательное оборудование.

### Научное и радиотехническое оборудование

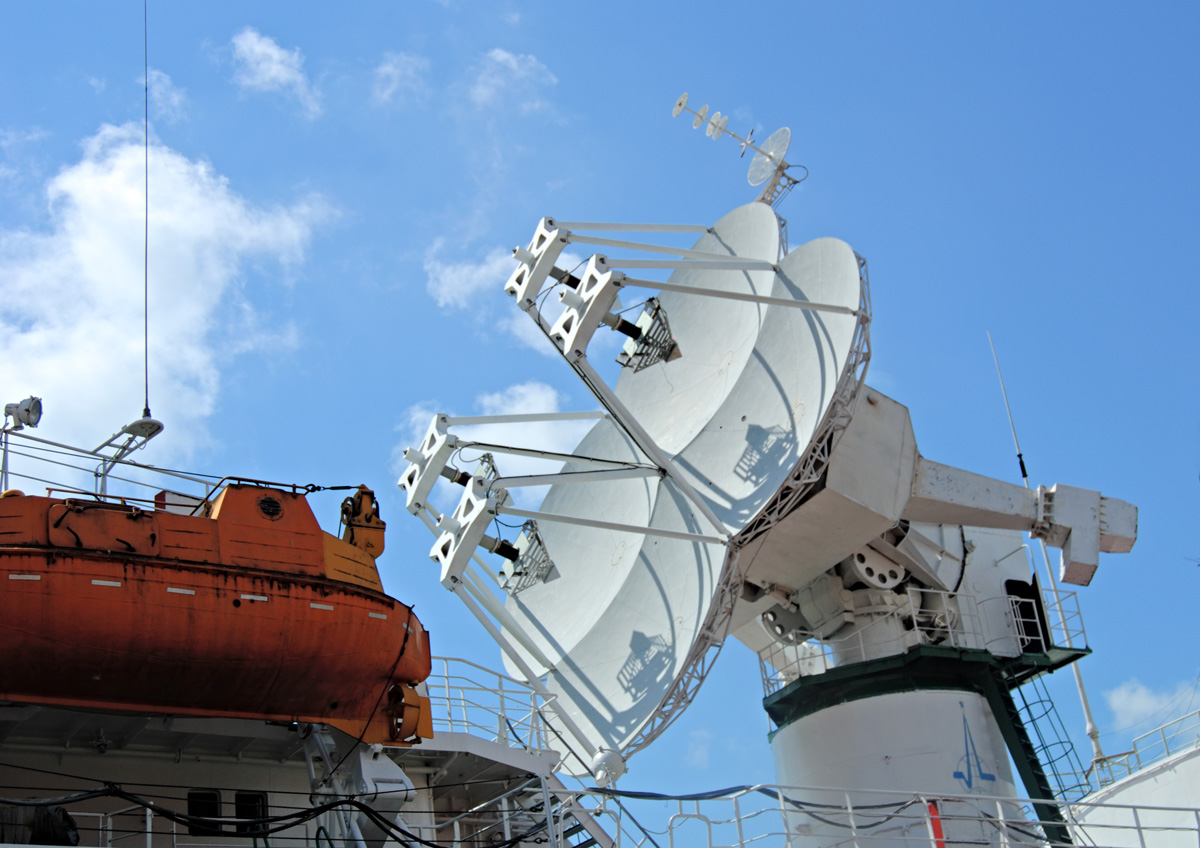
Антенна СМ-244 «Ромашка» комплекса приёма телеметрии

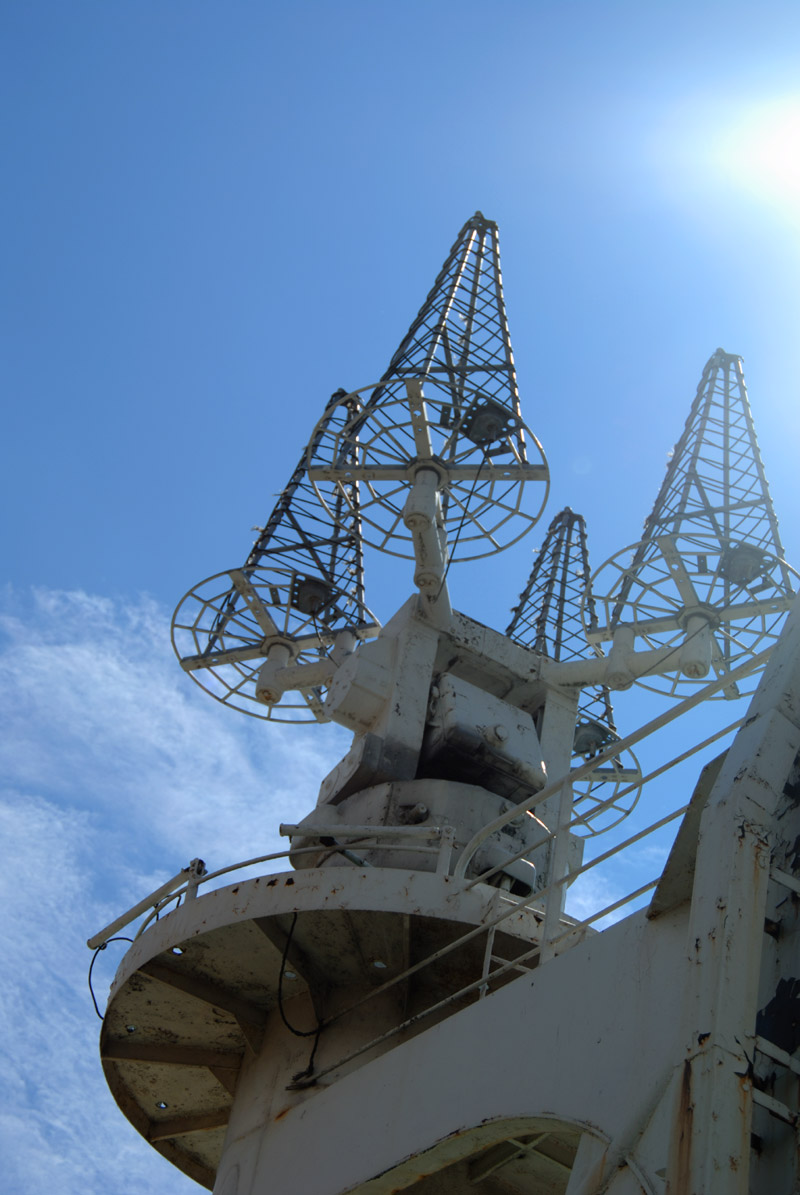
Антенна комплекса радиотелефонной УКВ-связи с космическими кораблями «Аврора-К»

Уникальный облик судна формируют многочисленные антенные системы. В качестве предмета охраны зафиксированы:
- Главная четырехзеркальная антенна СМ-244 (корабельный вариант Б-529 «Ромашка») — расположена на палубе надстройки 1-го яруса и предназначена для приёма телеметрической информации.
- Антенны системы УКВ-связи «Аврора-К» — обеспечивали двустороннюю телефонную связь с экипажами космических кораблей.
- Радиопрозрачный купол на кормовой части, защищающий антенну системы «Сапфир».
- Комплекс гиростабилизации «Надир 1929», расположенный в лаборатории № 9 и обеспечивающий стабилизацию главной и спутниковой антенн.
- Внутреннее оборудование лабораторий, включая комплекс приёма и обработки телеметрической информации МА-9МКТМ-4к, универсальную радиотелеметрическую станцию УРТС-2, а также их стойки, пульты и блоки управления.

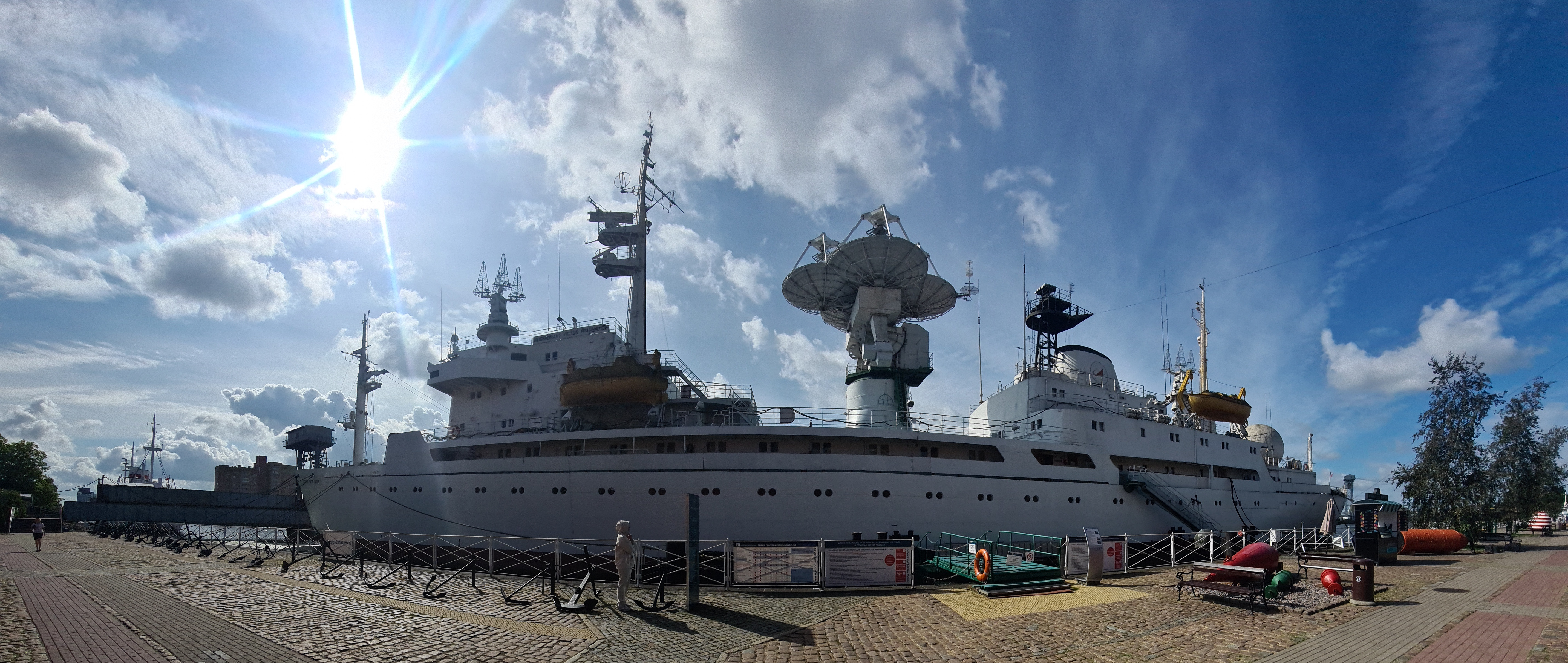
Панорама судна